# Medyny
Medyny – wieś w Polsce położona w województwie warmińsko-mazurskim, w powiecie lidzbarskim, w gminie Lidzbark Warmiński.
| SIMC    | Nazwa  | Rodzaj    |
| ------- | ------ | --------- |
| 0479920 | Dębiec | część wsi |

W latach 1975–1998 miejscowość administracyjnie należała do województwa olsztyńskiego. Wieś znajduje się w historycznym regionie Warmia.
W 2016 r. Medyny uzyskały wraz z Osiedlem Uzdrowiskowym na terenie Lidzbarka Warmińskiego i sołectwem Łabno w gminie Lidzbark Warmiński status obszaru ochrony uzdrowiskowej („Obszar Ochrony Uzdrowiskowej Lidzbark Warmiński”). Wieś znajduje się w historycznym regionie  Warmii.